# Lincoln Constance
Lincoln Constance (16 de febrero de 1909-11 de junio de 2001) fue un botánico estadounidense que desarrolló actividades académicas en el Herbario Jepson y en la Universidad de California, en Berkeley.
Su interés por la historia natural comenzó de niño, en parte, a través de actividades de los campamentos de verano del YMCA. En la escuela media, pasó sábados por la mañana en interacción con la Universidad de Oregón con Luis F. Henderson, prominente sistemático vegetal, ocupado en la identificación de colecciones de plantas nativas.
Su gran influencia sobre la botánica sistemática se evidencia en la siguiente lista de sus alumnos de posgrado, muchos de los cuales se convirtieron en destacados botánicos y colaboradores de la comprensión de la flora del mundo, incluyendo la flora de California: Satish Banwar, Alan A. Beetle, Carlquist C. Ritchie Bell, Paul But, Sherwin Carlquist, Chuang-Tsan Iang, Clemente Duncan, Theodore J. Crovello, John W. Dawson, George W. Gillett, Frank W. Gould, Lawrence R. Heckard, John W. Ingram, Hsuan Keng, Charles T. Mason, Richard S. Mitchell, Elwood Molseed, V. Reid Moran, Thomas Morley, George E. Pilz, Douglas M. Post, Charles F. Quibell, Rafael L. Rodríguez, Rollins Reed, Savage Wayne, Hwa-Shan-Ren, M. Sheikh Yusuf, Otto T. Solbrig, Willard L. Spence, Roy L. Taylor, Warren H. Wagner, y Carroll E. Wood.

## Algunas publicaciones
- marion Stilwell Cave, lincoln Constance. 1947. Chromosome numbers in the Hydrophyllaceae. Volumen 18, N.º 20 de University of California publications in botany. 17 pp.

### Libros
- lincoln Constance, ann Lage. 1987. Versatile Berkeley botanist: plant taxonomy and university governance. University history series. Ed. Regional Oral History Office, the Bancroft Library, University of California. 362 pp.
- ---------------, daniel f. Austin, zoraida Luces de Febres. 1982. Convolvulaceae. Volumen 3 y 8 de Flora de Venezuela. Ed. Ed. Fundación Educación Ambiental. 226 pp.
- ---------------, ---------------. 1982. Hydrophyllaceae. Volumen 3 y 8 de Flora de Venezuela. Ed. Inst. Botánico. 226 pp.
- mildred esther Mathias, lincoln Constance. 1973. New and reconsidered Mexican Umbelliferae, Volumen 11, N.º 1 de Contributions. Ed. University of Michigan University Herbarium. 24 pp.
- ---------------, ---------------. 1965. A revision of the genus Bowlesia Ruiz & Pav.: (Umbelliferae-Hydrocotyloideae) and its relatives. Volumen 38 de University of California publications in botany. 73 pp. ISBN 0-520-09010-1
- ---------------, ---------------. 1962. A revision of Asteriscium and some related hydrocotyloid Umbelliferae.

University of California publications in botany. 86 pp.
- Minosuke Hiroe, Lincoln Constance1958. Umbelliferae of Japan, Volumen 30. University of California publications in botany.
- 1937. A systematic study of the genus Eriophyllum Lag. University of California publications in botany. 67 pp.

## Honores

### Becas y galardones
- 1986. American Society of Plant Taxonomists. Medalla Asa Gray por contribuciones en botánica sistemática

### Epónimos
- (Asteraceae) Constancea B.G.Baldwin[2]

- La abreviatura «Constance» se emplea para indicar a Lincoln Constance como autoridad en la descripción y clasificación científica de los vegetales.[3]